# Silvanoprus tenuicollis
Silvanoprus tenuicollis is een keversoort uit de familie spitshalskevers (Silvanidae). De wetenschappelijke naam van de soort werd in 1897 gepubliceerd door Antoine Henri Grouvelle.